# Cadavre exquis
Pour les articles homonymes, voir Cadavre exquis (homonymie).

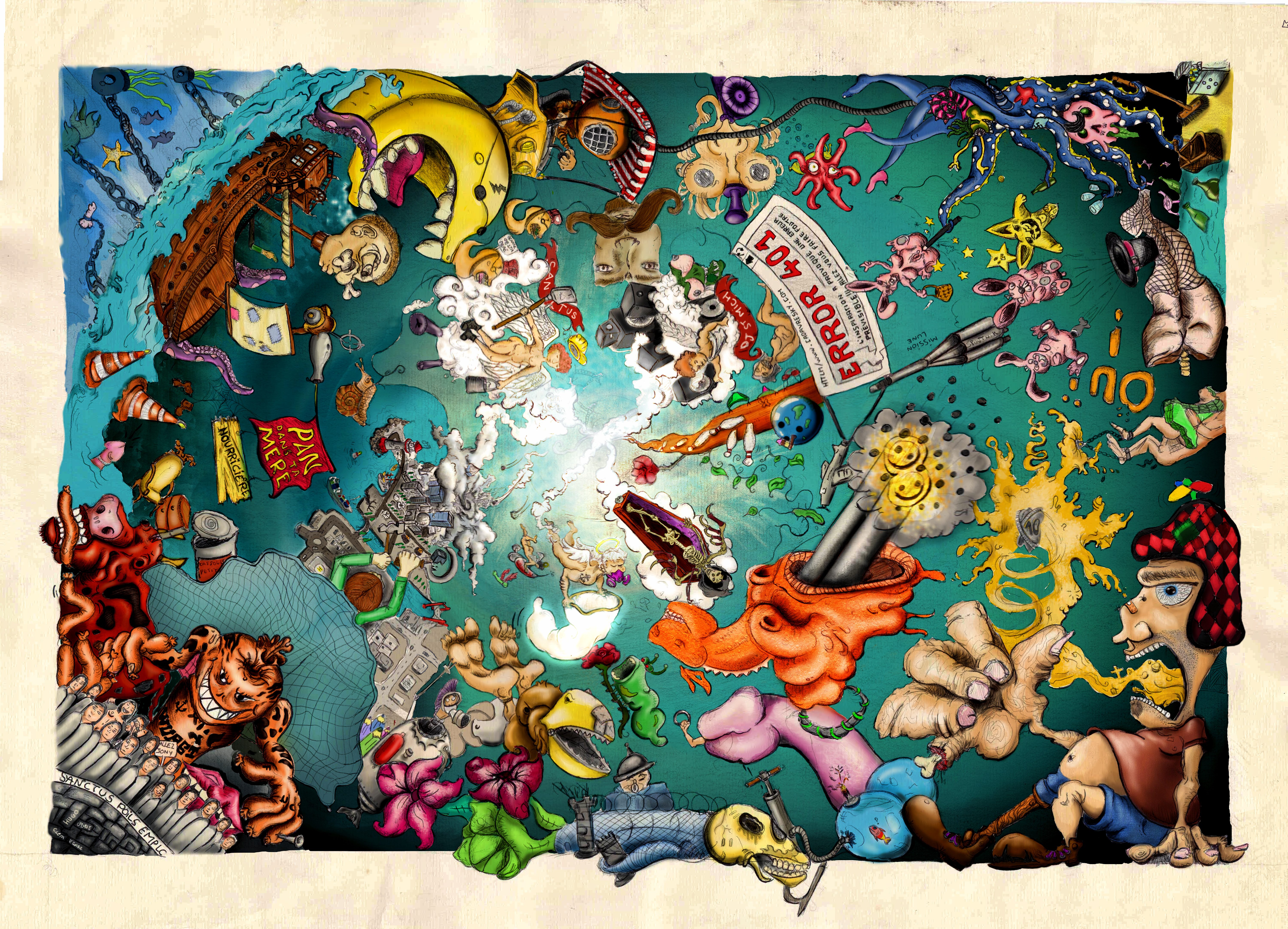
Un cadavre exquis graphique.

Le cadavre exquis est un jeu graphique ou d'écriture collectif inventé par les surréalistes, en particulier Jacques Prévert et Yves Tanguy, vers 1925.

## Définition, historique, règles et créateur
Le Dictionnaire abrégé du surréalisme donne du cadavre exquis la définition suivante :

« jeu qui consiste à faire composer une phrase, ou un dessin, par plusieurs personnes sans qu'aucune d'elles ne puisse tenir compte de la collaboration ou des collaborations précédentes. »

Ce jeu littéraire a été inventé à Paris, au no 54 de la rue du Château (14e arrondissement) dans la maison où vivaient Marcel Duhamel, Jacques Prévert et Yves Tanguy. Le principe du jeu est le suivant : chaque participant écrit à tour de rôle une partie d'une phrase, dans l'ordre sujet–verbe–complément, sans savoir ce que le précédent a écrit. La première phrase qui résulta de ce processus et qui donna le nom à ce jeu fut :

« Le cadavre – exquis – boira – le vin – nouveau. »

Il fait partie des créations inspirées par le concept d'inconscient, souhaitant explorer ses ressources.
Ce n'était au départ qu'une activité ludique, selon André Breton : « Bien que, par mesure de défense, parfois, cette activité ait été dite, par nous, « expérimentale », nous y cherchions avant tout le divertissement. Ce que nous avons pu y découvrir d'enrichissant sous le rapport de la connaissance n'est venu qu'ensuite ».

### Participants
Les premiers joueurs furent Yves Tanguy, Marcel Duhamel, Jacques Prévert, Benjamin Péret, Pierre Reverdy, André Breton, Max Ernst et Frida Kahlo.
D'autres participants qui ont rejoint plus tard : Max Morise, Louis Aragon, Suzanne Muzard, Joan Miró, Man Ray, Simone Kahn, Tristan Tzara, Wifredo Lam, Greta Knutson, Georges Hugnet, René Char, Paul Éluard, Nusch Éluard, Robert Desnos et possiblement Henry Miller.

### Exemple
« Princesse / déglutira / une petite mirabelle / gaiement / »

— André Breton, Recueil pour un prélude, 1937

## Littérature et romans policiers

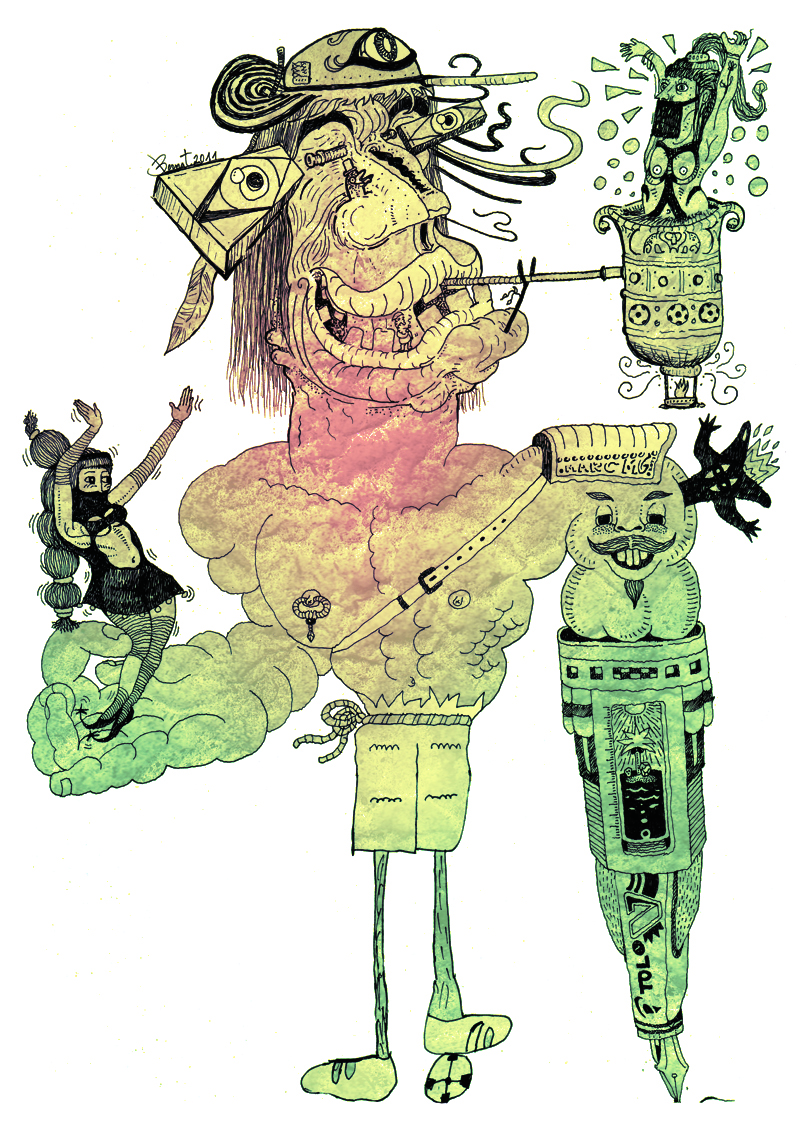

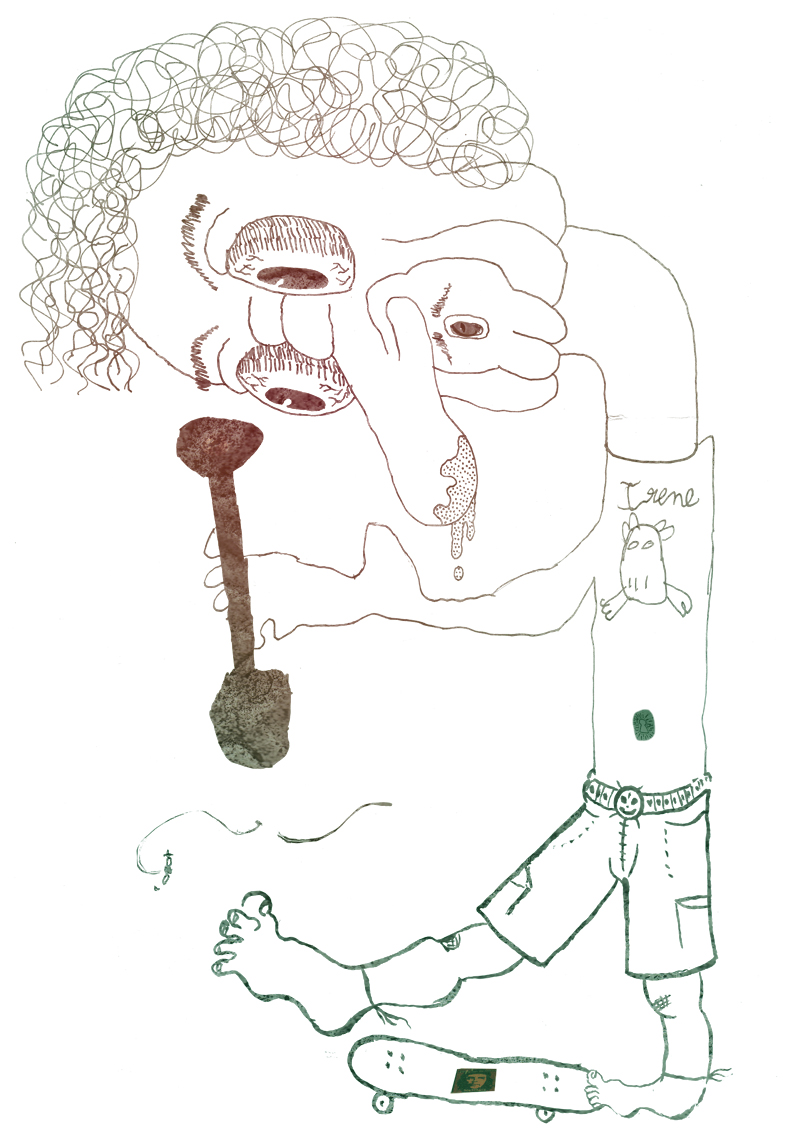
Deux exemples du Exquisite Corpse par Marc M. Gustà, Bernat M. Gustà & Irene Alcón, 2011.

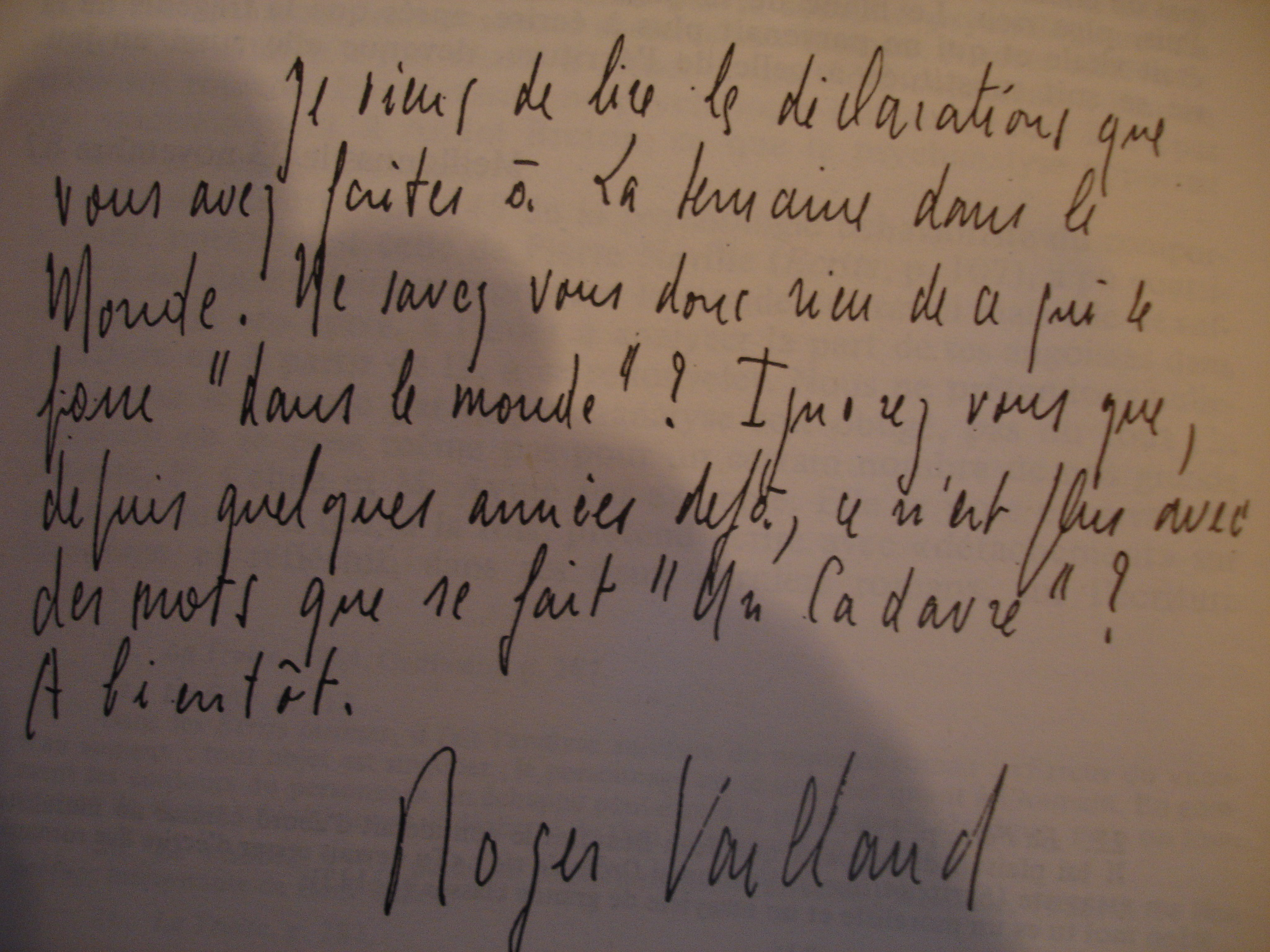
Brouillon d'une lettre de Roger Vailland à André Breton, 1948, sur le Cadavre exquis.

Ce procédé d'écriture inspira l'écriture de roman. Les règles ont dû être adaptées. L’auteur peut lire les chapitres précédents, avant d’entraîner intrigue et personnages au gré de sa fantaisie. L’auteur de romans policiers qui s’essaie au cadavre exquis se trouve placé dans les conditions d’une enquête réelle, dans l’ignorance des causes et des conclusions d’une affaire. Il prend l’affaire dans des termes qu’il n’avait pas déterminés et la transmet pour des conclusions auxquelles il n’avait sans doute pas pensé.
Premier roman construit sur ce principe, L’Amiral flottant (The Floating Admiral, 1931) est l’œuvre de douze auteurs, tous membres du Detection Club. Dans l’ordre désigné par le sort, G. K. Chesterton fut chargé d’écrire le premier chapitre. Les autres auteurs furent V. L. Whitechurch, G. D. H. et Margaret Cole, Henry Wade, Agatha Christie, John Rode, Milward Kennedy, Freeman Wills Crofts, Edgar Jepson, Clemence Dane. Anthony Berkeley apporta la conclusion à cette enquête sur la mort de l’amiral Pennistone.
En se partageant les chapitres du roman qu’ils élaborent ensemble, à tour de rôle, « aucun des auteurs, comme l’explique Michel Lebrun dans L’Almanach du crime 1980, ne connaît la suite de l’histoire et doit s’ingénier, premièrement : à dénouer la situation délicate par laquelle le prédécesseur a conclu le chapitre précédent ; deuxièmement : à compliquer la situation au maximum pour laisser dans l’embarras celui qui prendra le relais. »
Dans le même esprit, le "cadavre exquis" de Régine Burgien paru en 2024, réussit le tour de force expliqué par Michel Lebrun mais en y intégrant également un clin d'œil à "l'Etranger" d'Albert Camus. En effet, les auteurs ont pris le parti de terminer l'œuvre par l'incipit de l'œuvre de Camus: "Aujourd'hui maman est morte. Ou peut-être hier, je ne sais pas." 
Avec cinq titres, la collection « Les 13 voies du Ricochet » (1998-2000) a eu pour objectif d’associer des jeunes auteurs à des auteurs déjà connus, de tenter la cohabitation des styles et de profiter de la diversité des imaginaires pour voir les gens et la ville de différents points de vue, les auteurs devant présenter, chacun au travers d’un personnage typé, une tranche de vie d’un immeuble.
Le cadavre exquis peut être interactif. Les deux recueils de Brigitte Kernel, Exquis cadavres, regroupent des nouvelles noires écrites par l’animatrice radio et ses auditeurs, au cours de son émission Noctiluque, sur France Inter.
Avec peu d’auteurs, le cadavre exquis prend les allures d’un roman tournant, comme La Vie duraille (1985) de Jean-Bernard Pouy, Daniel Pennac et Patrick Raynal, signé J.-B. Nacray.
Pour réaliser des romans graphiques, certains auteurs et illustrateurs recourent à ce procédé, opérant un travail parallèle, sans rien laisser paraître au lecteur. Ainsi, pour élaborer Chroniques ferrovires (Futuropolis, 1989) et Pigalle, Miles Hyman et Marc Villard ont choisi de raconter la même histoire de deux façons différentes : l’une narrative, l’autre graphique, Hyman réalisant une partie des dessins, Marc Villard s’en inspirant plus ou moins pour créer le texte. Et Miles Hyman de compléter les illustrations avec une attention plus spécifique au récit de Villard.
En août 2010, Maxime Gillio lance l’idée d’un cadavre exquis littéraire sur Facebook intégrant la contrainte des statuts du réseau social, 420 signes maximum. Au total 80 auteurs — plumes confirmées et jeunes duvets — se relayeront pour écrire un livre, L'Exquise Nouvelle qui sera édité en octobre 2011,.

## Arts graphiques
L'exercice a également été adopté par des dessinateurs. Le but est alors de réaliser un tableau collectif sur une même feuille. Un premier artiste commence à dessiner sans que les autres regardent. Après avoir terminé, il replie la feuille sur elle-même pour dissimuler son dessin, à l'exception d'une toute petite partie du dessin. À tour de rôle, chaque participant doit s'inspirer du motif laissé visible pour dessiner quelque chose et recouvre presque entièrement son œuvre avant de laisser sa place au suivant. À la fin, l'ensemble est dévoilé. Une variante consiste à écrire une bande dessinée collective, chaque participant devant à tour de rôle s'inspirer uniquement de la dernière case dessinée par leur prédécesseur pour développer l'histoire. Ce jeu a été popularisé par l'émission de télévision française Tac au tac et est très prisé par les festivals de bandes dessinées.

## Cinéma
Mysterious Object at Noon, une approche expérimentale cinématographique inspirée du jeu du cadavre exquis, est initiée par le cinéaste Apichatpong Weerasethakul en 2000. Sur support 16 mm, le tournage s'est déroulé sur trois ans dans divers endroits de Thaïlande.
Dévoilé lors du trentième anniversaire du Festival des films du monde de Montréal, Cadavre exquis, première édition, idée originale d'Adrien Lorion, David Étienne et Michel Laroche, marque une évolution artistique en fusionnant l'art du cinéma et l'écriture de la chanson. Dans cette édition, ils ont greffé quelques variantes à cet exquis cadavre. Ils ont, pour commencer, imposé une bible d'une trentaine de personnages fictifs qui ont servi d'univers et de distribution à neuf cinéastes, ainsi qu'à neuf auteurs-compositeurs, qui se sont inspirés d'eux pour produire leur segment de film ou leur chanson. De plus, à titre d'exemple, l'artiste de la chanson et le cinéaste produisant le troisième clip sur les neuf, ne connaissait que le texte des quatre dernières mesures de la chanson et la dernière scène du deuxième clip et ainsi de suite. Ce qui a eu pour effet de produire une histoire dont l'évolution est surprenante, parfois de façon radicale ou amusante.
Pour sa 30e édition, le Festival du film de Belfort - Entrevues a invité 30 cinéastes de jouer au jeu du cadavre exquis en leur demandant de choisir un film tour à tour à partir de la dernière image du film précédent.

## Dans la culture
Romans écrits à la manière des cadavres exquis
- L'Amiral flottant / L'Amiral flottant sur la rivière Whyn (The Floating Admiral, 1931) Scarabé no 1 (1936) / Paleo « De l’autre côté » no 4 (2003)
- La Forêt de marbre, de Theo Durrant (The Marble Forest, 1951) Un mystère no 138 (1953)
- À quatre pas du soleil (Le Monde, été 1981 / Ramsay, 1982)
- La Vie duraille, de J.-B. Nacray (Fleuve Noir no 1968, 1985)
- Cadavres exquis : agenda 1987 (Eden, 1986)
- L'Angle mort (L’Événement du Jeudi, été 1991 / Mercure de France « Crime parfait », 1991)
- Le Faucon de Prague (Le Nouvel Économiste, été 1993)
- Noces d'or : 1945-1995 (Gallimard « Série Noire », hors série, 1995)
- Une histoire d'amour (Hors-Collection, 1995,  (ISBN 2258001277))
- L'Agenda du polar 1998 (Stylus, 1997)
- Exquis cadavres 1, de Brigitte Kernel (Librio noir no 452, 2001)
- Exquis cadavres 2, de Brigitte Kernel (Librio noir no 533, 2002)
- Meurtres exquis (Yeats is dead!, 2001) NIL (2002)
- Un suspect idéal, dir. William Bernhard () Presses de la cité « Sang d’encre » (2003)
- David, Jean-Marie. « Cadavre exquis ». In Dictionnaire des littératures policières (vol. 1, A-I), sous la dir. de Claude Mesplède. Nantes : Joseph K., novembre 2007, p. 337-338. (Temps noir).  (ISBN 978-2-910686-44-4)
- Connexions, par les internautes d' "Au Field de la Nuit" sous la direction d'Ingrid Desjours (plon, 2011)

Écriture expérimentale inspirée des cadavres exquis
- Exquises Requêtes - Écrire un cadavre exquis avec Google, de Jean-François Gleyze. Exposition « Les littératures numériques d'hier à demain », BNF, 24 septembre - 1er décembre 2013